# Silene coutinhoi
Silene coutinhoi é uma espécie de planta com flor pertencente à família Caryophyllaceae.
A autoridade científica da espécie é Rothm. & P. Silva, tendo sido publicada em Feddes Repert. Spec. Nov. Regni Veg. 52: 279. 1943.

## Portugal
Trata-se de uma espécie presente no território português, nomeadamente em Portugal Continental.
Em termos de naturalidade é um endemismo da Península Ibérica.

## Protecção
Não se encontra protegida por legislação portuguesa ou da Comunidade Europeia.